# Stolperstein

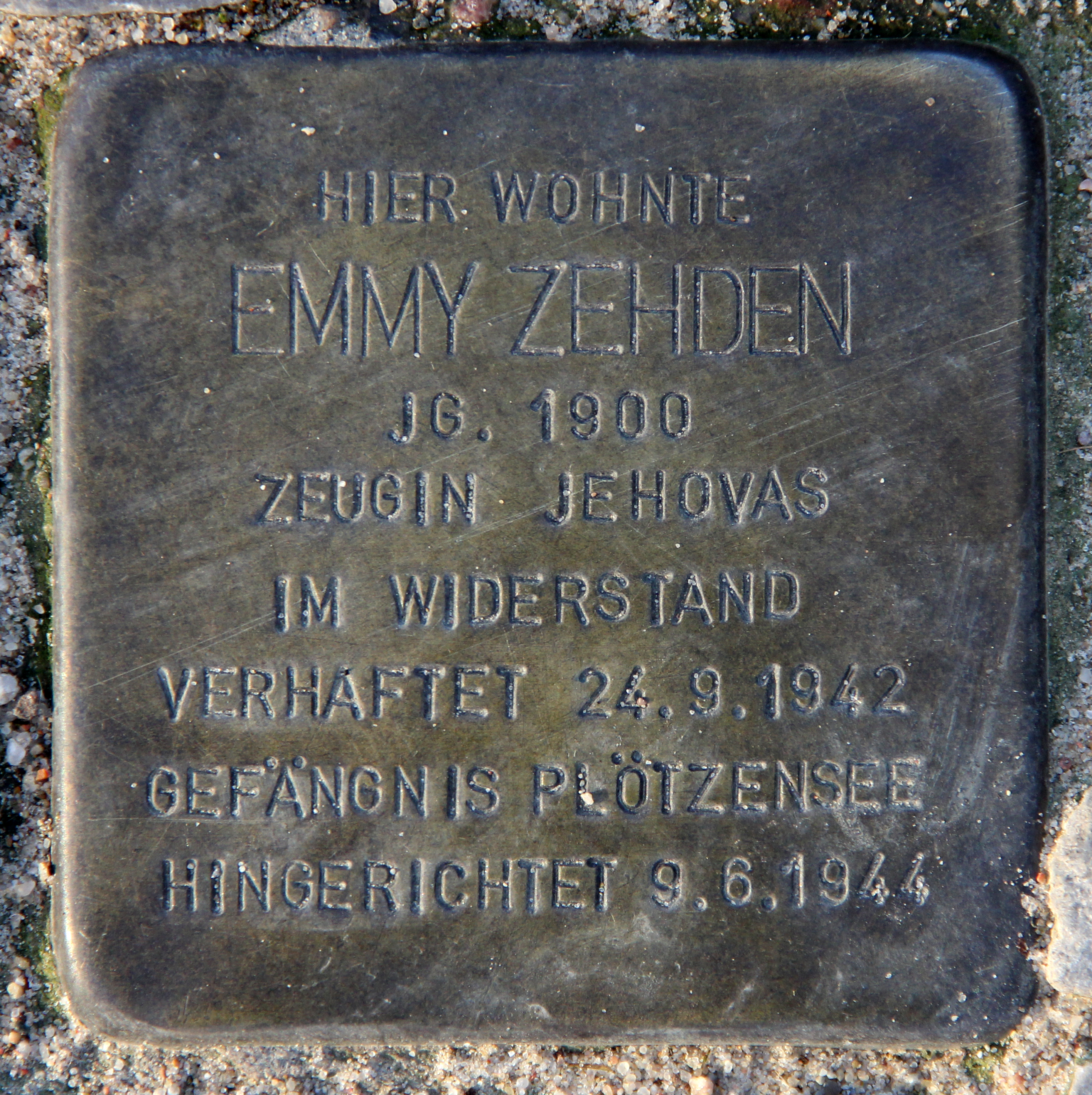
Stolperstein poświęcony Emmy Zehden na Franzstraße 32 w Berlinie

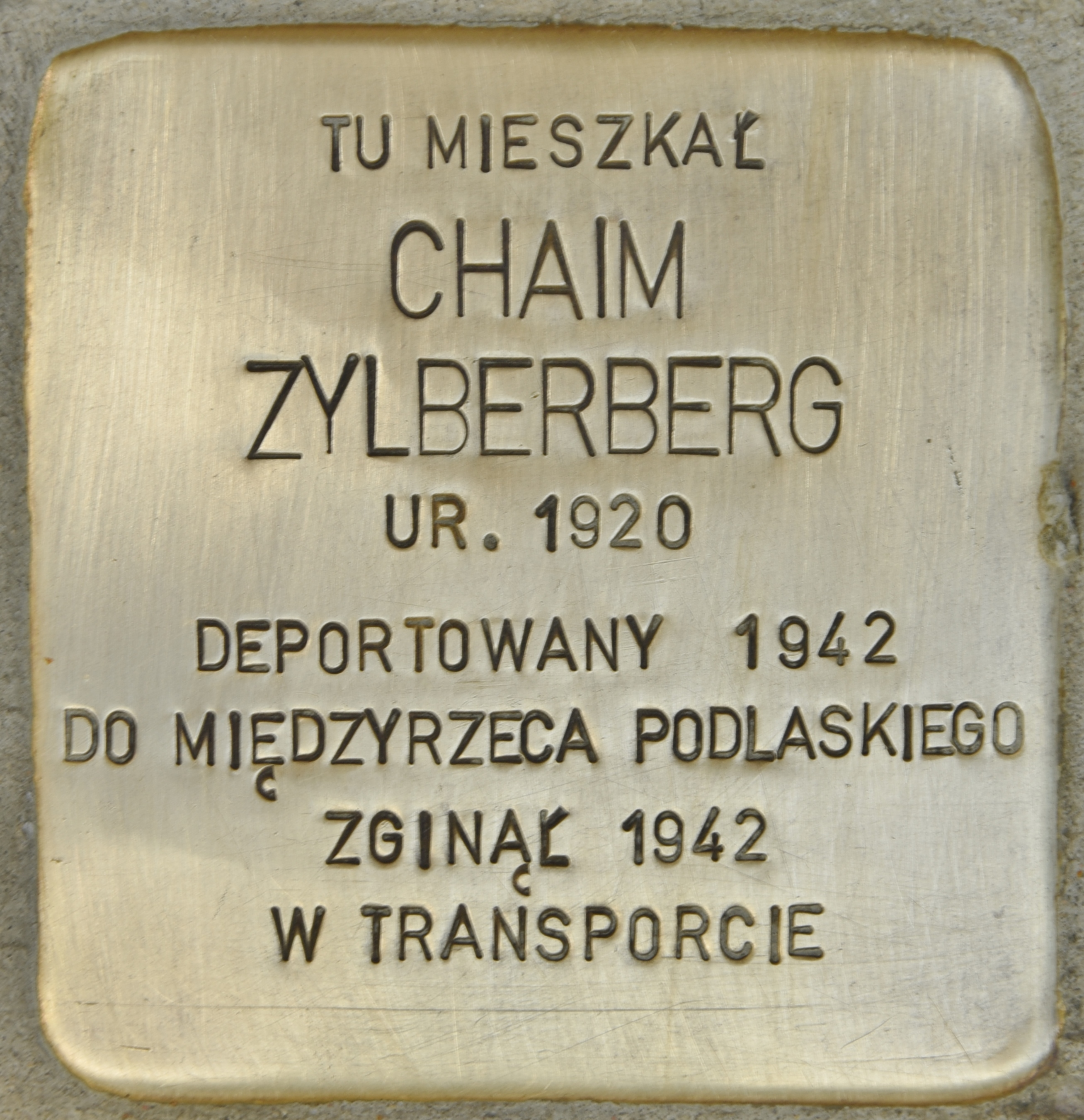
Stolperstein w Białej Podlaskiej poświęcony Chaimowi Zylberbergowi

Stolperstein (wym. MAF: [ˈʃtɔlpɐˌʃtaɪ̯n], posłuchajⓘ; z niem. kamień, o który się potykamy, po polsku – kamień pamięci) – określenie pomników poszczególnych ofiar nazizmu, mających postać osadzonych w bruku betonowych kostek brukowych z mosiężną tabliczką, z wyrytym na niej nazwiskiem upamiętnionej osoby, datami jej urodzin i śmierci oraz informacją o losie, jaki ją spotkał. Stolpersteiny montowane są w chodniku, zazwyczaj w pobliżu ostatniego miejsca zamieszkania upamiętnionej ofiary nazizmu. W ten sposób upamiętniono męczeńską śmierć nie tylko Żydów, ale i Romów, ludzi niepełnosprawnych, Świadków Jehowy, homoseksualistów i członków partii politycznych. Co jakiś czas kamienie pamięci są niszczone przez neonazistów, lecz są uzupełniane.
Pomniki tego typu zaczął tworzyć w latach 90. XX w. niemiecki artysta Gunter Demnig, który nadał im również nazwę.
Pierwsze kamienie pamięci pojawiły się na ulicach Kolonii w 1995 roku. Do 29 grudnia 2019 roku zainstalowano 75 000 kamieni pamięci na ulicach europejskich miast. Znajdują się one na terenie ponad 20 krajów, w tym Niemiec, a także Austrii, Belgii, Czech, Węgier, Włoch, Polski, Norwegii, Ukrainy czy Holandii. W samym Berlinie jest ich np. 6000, w Hamburgu 5000, a w Kolonii 2000.
Według Charlotte Knobloch, prezeski Centralnej Rady Żydów w Niemczech, pomysł nie jest do końca  trafiony, gdyż może przywodzić na myśl deptanie pamięci ofiar Holocaustu. Także w Polsce pojawiły się głosy, kwestionujące ideę projektu Demniga.

## Kamienie pamięci w Polsce
Pierwszy stolperstein wmurowano w Polsce we Wrocławiu przed domem, w który mieszkała Edyta Stein oraz w Słubicach nad Odrą. Umieszczono je również między innymi w Białej Podlaskiej, Łomży, Mińsku Mazowieckim, Oświęcimiu, Raczkach, Zamościu, Zgorzelcu, Białymstoku i w innych miastach. Do lipca 2023 roku położonych zostało  ich w Polsce. Pierwsze kamienie pamięci w Warszawie pojawiły się 23 lipca 2023 roku przy ul. Złotej 62.